# Тяжёлые крейсера типа «Дюкен»
«Дюке́н» — тип тяжёлого крейсера ВМС Франции периода Второй мировой войны. Построено две единицы: «Дюкен» (фр. Duquesne) и «Турвиль» (фр. Tourville). Первые тяжёлые крейсера Франции. Разрабатывались прежде всего как скоростные тяжеловооружённые скауты для ведения дальней разведки при эскадре. Были названы в честь известных французских адмиралов эпохи парусного флота.

## История создания

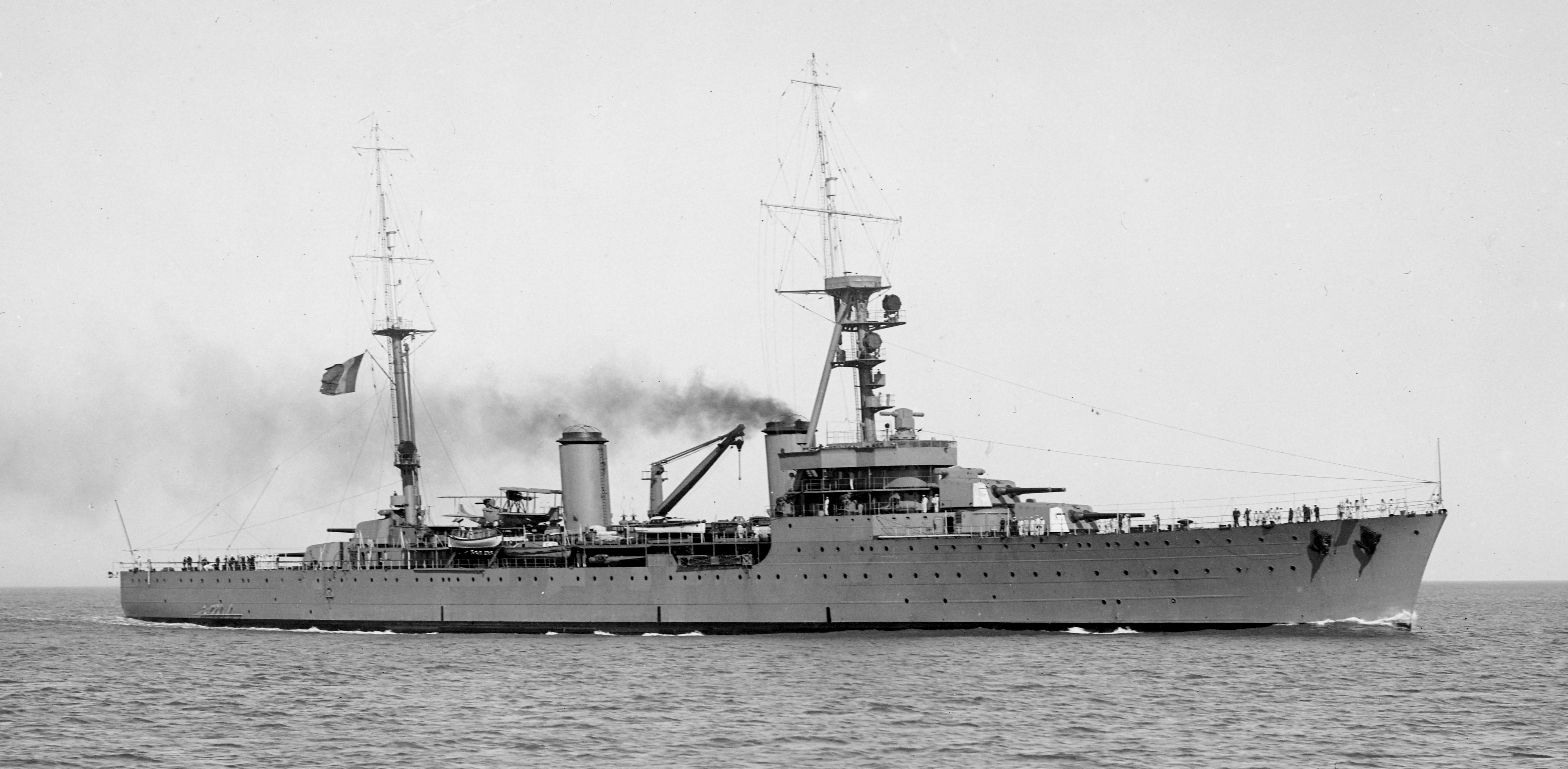
Тяжёлый крейсер «Турвиль». 1929 г.

Французский Морской генеральный штаб (фр. Etat-Major General) вполне устраивали вновь спроектированные лёгкие крейсера типа «Дюгэ Труэн», которые ещё только планировались к постройке. Однако Вашингтонской морской договор 1922 года установил новые крейсерские стандарты — 10 000 тонн стандартного водоизмещения и 203-мм артиллерия. Следовало ожидать, что подписавшие договор стороны незамедлительно начнут строительство крейсеров нового типа, на фоне которых проект «Дюгэ Труэн» выглядел очень слабым.
Было принято решение развить проект «Дюгэ Труэн» до максимально разрешённых размеров, с заменой 155-мм орудий главного калибра на 203-мм. Задание на проектирование Морской генеральный штаб выдал 6 июля 1922 года. При этом речь шла прежде всего о создании крейсеров-разведчиков, а не защитников торговли, как это было с британским проектом «Кент». Перед новыми кораблями ставились следующие задачи:
- Дальняя разведка в интересах линейных сил флота;
- Поддержание контакта с противником;
- Поддержка лёгких сил;
- Эскортирование конвоев;
- Борьба со вражескими рейдерами;
- Применение в качестве быстроходным войсковых транспортов;
- Демонстрация флага[5].

Новые крейсера должны были нести по восемь 203-мм орудий главного калибра, четыре 100-мм зенитных орудия, а также два 550-мм четырёхтрубных торпедных аппарата и противолодочные бомбомёты. При этом требовалось обеспечить скорость выше, чем у зарубежных аналогов. В результате, было решено разрабатывать два проекта: один с максимально возможной скоростью, в ущерб защите; другой с усиленной защитой за счёт снижения скорости — будущий «Сюффрен».

## Конструкция

### Корпус и архитектура
Проект был разработан на базе лёгких крейсеров типа «Дюгэ Труэн» и представлял собой их увеличенный вариант. Крейсера типа «Дюкен» стали единственными в мире тяжёлыми крейсерами первого поколения с полубачной архитектурой. При этом обводы корпуса были несколько улучшены, в сравнении с прототипом. В частности, тяжёлые крейсера получили небольшой наклон к форштевню, что улучшило мореходность. Корпус был набран по продольной схеме из 185 шпангоутов. Внутри корпус разделялся на 17 водонепроницаемых отсеков. Двойное дно проходило по всей длине корпуса и переходило в двойной борт, доходивший до ватерлинии. Крейсера имели развитую носовую надстройку, дымовые трубы были широко разнесены, в отличие от «Дюгэ Труэн», поскольку машинная установка на тяжёлых крейсерах компоновалась по эшелонной схеме. Трубы и мачты крейсеров имели наклон 5° к корме.
Распределение весовых нагрузок выглядело следующим образом:
|                                   | масса, т | в процентах |
| --------------------------------- | -------- | ----------- |
| Корпус                            | 4783     | 47,3 %      |
| Бронирование корпуса              | 368      | 3,6 %       |
| Бронирование артиллерии           | 91       | 0,9 %       |
| Бронирование, всего               | 459      | 4,5 %       |
| Артиллерия                        | 1224     | 12,1 %      |
| Торпеды и самолёты                | 111      | 1,1 %       |
| Машинная установка                | 2271     | 22,4 %      |
| Оборудование и предметы снабжения | 1242     | 12,3 %      |
| Прочие грузы                      | 70       | 0,7 %       |
| Стандартное водоизмещение         | 10 160   | 100 %       |

Мореходность крейсеров типа «Дюкен» оценивалась как очень хорошая. Благодаря высокому борту они хорошо держались в шторм и могли развить ход 30 узлов даже на сильном волнении. Благодаря развитым скуловым килям отличались умеренной бортовой качкой. В целом, по этим параметрам они не уступали британским тяжёлым крейсерам типа «Кент» и заметно превосходили одноклассников из других стран.

### Вооружение
| калибр, мм                             | 203,2     | 203,2     | 75     | 37      | 13,2  |
| длина ствола, калибров                 | 50        | 50        | 50     | 50      | 76    |
| масса орудия, кг                       | 20 716    | 20 716    | 1070   | 300     | 19,5  |
| скорострельность, в/мин                | 4—5       | 4—5       | 8—15   | 30—42   | 200   |
| вес снаряда, кг                        | 123,8—134 | 123,8—134 | 5,93   | 0,725   | 0,052 |
| начальная скорость, м/с                | 820       | 820       | 850    | 810—840 | 800   |
| максимальная дальность, м              | 30 000    | 30 000    | 14 100 | 7150    | 7200  |
| максимальная досягаемость по высоте, м | —         | —         | 10 000 | 5000    | 1500  |

Максимально разрешённый для крейсеров калибр 203 мм ранее не применялся французским флотом, поэтому орудие для новых крейсеров было разработано заново. 203-мм пушка Модели 1924 имела простую и надёжную конструкцию. Ствол состоял из внутренней трубы, кожуха и скрепляющего кольца. Затвор был поршневым и открывался вверх.

### Экипаж и обитаемость
Согласно довоенным штатам, экипаж крейсеров должен был состоять из 605 человек — 30 офицеров и 575 матросов. При использовании крейсеров в качестве флагманских численность экипажа увеличивалась до 637 человек. Условия обитаемости на крейсерах оказались достаточно стеснёнными, так как принятая полубачная архитектура корпуса лишила экипаж потенциальных помещений. Кроме того, в ходе эксплуатации крейсеров у берегов Индокитая выявились проблемы с вентиляцией кубриков.

## Служба
| Название корабля | заложен              | спущен               | вступил в строй     | судьба                                      |
| ---------------- | -------------------- | -------------------- | ------------------- | ------------------------------------------- |
| «Дюкен»          | 30 октября 1924 года | 17 декабря 1925 года | 6 декабря 1927 года | Списан 2 июля 1955 года и продан на слом    |
| «Турвиль»        | 4 марта 1925 года    | 24 августа 1926 года | 1 декабря 1928 года | Списан 28 апреля 1961 года и продан на слом |

### «Дюкен»
«Дюкен» начал службу в составе флота в мае 1928 года, хотя часть предусмотренного оборудования на нём ещё не была установлена. 3 июля 1928 года крейсер участвовал в морском параде в Гавре. В том же году «Дюкен» пересёк Атлантический океан и в ходе плавания посетил Нью-Йорк и Гваделупу. В 1929 году крейсер совершил длительное плавание вокруг Африки, вернувшись на родину через Суэцкий канал. В ноябре 1929 года «Дюкен» был включён в состав 1-й лёгкой дивизии 1-й эскадры с базированием на Брест. В 1930—1931 годах корабль совершил два похода с курсантами военно-морской академии на борту, обеспечивая их практику. В ноябре 1931 года «Дюкен» вновь посетил США, где принял участие в торжествах по случаю 150-летия битвы при Йорктауне.
С начала 1932 года «Дюкень» стал флагманом Лёгкой эскадры, базировавшейся на Тулон. В 1933—1934 годах крейсер прошёл ремонт и модернизацию. После этого «Дюкен», а также «Турвиль» и «Сюффрен» вошли в состав 3-й лёгкой дивизии. В апреле 1937 года это соединение было переименовано во 2-ю дивизию крейсеров. С этого времени «Дюкен» использовался как учебный корабль, а катапульта с него была снята. В январе—июле 1939 года 2-я дивизия была придана Артиллерийской школе в Тулоне. В августе 1939 года соединение возвратилось в состав действующего флота и вошло в состав 3-й эскадры.
В начале Второй мировой войны «Дюкен» действовал на Средиземном море, но 25 января 1939 года был переведён в Дакар, где оставался до апреля 1940 года, осуществляя поиск вражеских рейдеров в Центральной Атлантике. В мае 1940 года «Дюкен» вместе с «Турвилем» вошёл в состав соединения X вице-адмирала Годфруа и стал его флагманом. Соединение действовало в восточной части Средиземного моря совместно с британским флотом. 11 июня 1940 года «Дюкен» участвовал в набеге на Додеканезские острова. С 21 июня 1940 года «Дюкен» вместе с другими кораблями соединения X находился в Александрии, где и встретил известие о капитуляции Франции. В этом порту столкновения между британскими и французскими силами не произошло. Вице-адмирал Годфруа вступил в соглашение с англичанами и 5 июля 1940 года корабли соединения были разоружены, но французские экипажи на них остались.
После перехода в ноябре 1942 года французских владений в Северной Африке под контроль союзников, были начаты переговоры с вице-адмиралом Годфруа. 17 мая 1943 года было получено согласие на присоединение к силам союзников и 24 июня 1943 года корабли соединения X, в том числе и «Дюкень», вновь вошли в строй. 3 июля 1943 года «Дюкен» и «Турвиль» прошли Суэцкий канал и начали переход вокруг Африки, прибыв, в итоге, в Дакар. Здесь «Дюкен», «Турвиль» и «Сюффрен» составили 1-ю эскадру крейсеров и до начала 1944 года оперировали в Атлантике в поисках немецких блокадопрорывателей. При этом самым негативным образом проявилась малая дальность крейсеров типа «Дюкен», вынуждавшая задействовать их лишь в исключительных случаях.
В мае 1944 года «Дюкен» перешёл в Великобританию, где прошёл ремонт. Во время высадки союзников в Нормандии находился в боеготовом состоянии, но в резерве. В декабре 1944 года вошёл в состав Французского оперативного соединения и действовал в Бискайском заливе, против немецких баз. В апреле 1945 года поддерживал наземные силы в ходе операции в устье Жиронды. 13 июня 1945 года стал на капитальный ремонт в Бресте. В ходе ремонта, проходившего до 29 ноября 1945 года частично получил новое оборудование и вооружение. После этого «Дюкен» вернулся в строй и действовал в основном у берегов Индокитая, куда совершил два похода, с 22 декабря 1945 года по 6 ноября 1946 года, а также с 22 декабря 1946 года по 16 мая 1947 года. В августе 1947 года крейсер был выведен в резерв и до 1955 года стоял в порту Арзев, используясь как база амфибийных сил. 2 июля 1955 года «Дюкен» исключили их состава флота и 27 июля 1956 года продали на слом.

### «Турвиль»

«Турвиль» по состоянию на 1945 г.

Начал службу в составе флота в июне 1928 года, хотя часть предусмотренного оборудования на нём ещё не была установлена. 5 апреля 1929 года вышел в кругосветное плавание, которое завершил 24 декабря 1929 года в Тулоне. За время девятимесячного похода не было зафиксировано ни одной поломки, что повысило репутацию крейсеров этого типа. С января 1932 года входил в состав 1-й лёгкой дивизии 1-й эскадры. С апреля 1937 года, как и «Дюкен», использовался в качестве учёного корабля. Вернулся в боевой состав флота в августе 1939 года.
В начале Второй мировой войны действовал на Средиземном море, досматривая торговые суда. В январе—феврале 1940 года перевёз груз золота из Тулона в Бейрут. В мае 1940 года «Турвиль» вместе с «Дюкеном» вошёл в состав соединения X и вплоть до мая 1944 года действовал совместно с систершипом. В июне 1944 года «Турвиль» стал на ремонт в Бизерте, а затем ушёл в Тулон, где был выведен в резерв в декабре 1944 года и использовался как плавучая база. Одновременно «Турвиль» проходил с 1 декабря 1944 года по 29 ноября 1945 года ремонт и модернизацию, с частичной установкой нового вооружения и оборудования. После выхода из ремонта крейсер вернулся в состав действующего флота и в дальнейшем совершил два похода к берегам Индокитая: с 5 декабря 1945 года по 27 июля 1946 года; с 4 октября 1946 года по 11 декабря 1947 года. С конца 1948 года «Турвиль» использовался как плавучая казарма в Бресте. 28 апреля 1961 года он был исключён из состава флота, а 15 января 1963 года его отправили на разборку.

## Оценка проекта
Первые тяжёлые крейсера французского флота проектировались, прежде всего, как разведчики, задача защиты коммуникаций рассматривалась для них как второстепенная. К достоинствам крейсеров относились главным образом, их высокая скорость и отличная мореходность. По этим показателям тип «Дюкен» был одним из лучших в мире. Достаточно неплохой, хотя и не выдающейся, была и артиллерия главного калибра. Но на этом список достоинств заканчивался.
Крейсера типа «Дюкен» выделялись своим слабым бронированием даже на фоне других «картонных» тяжёлых крейсеров первого поколения. Доля 4,5 % от стандартного водоизмещения была рекордно низкой. Для сравнения, считавшиеся слабозащищёнными иностранные крейсера имели куда больше брони: 10,2 % от стандартного водоизмещения на британском «Кенте», 8,7 % на итальянском «Тренто», 7,5 % на американской «Пенсаколе». Дальность плавания также оказалась совершенно недостаточной для задач, которые фактически должны были выполнять крейсера. Меньшей дальностью отличались только итальянские крейсера, но Италия и не имела далёких колониальных владений. И наконец, зенитная артиллерия крейсеров типа «Дюкен» также не соответствовала требованиям даже начала 1930-х годов. Таким образом, можно констатировать, что «Дюкену» и «Турвилю» крупно повезло в том, что они так и не встретились в бою с серьёзным противником. В этом случае их крайне слабая защищённость превратила бы сражение в самоубийственный акт.
| Сравнительные ТТХ тяжёлых крейсеров первого поколения | Сравнительные ТТХ тяжёлых крейсеров первого поколения | Сравнительные ТТХ тяжёлых крейсеров первого поколения | Сравнительные ТТХ тяжёлых крейсеров первого поколения | Сравнительные ТТХ тяжёлых крейсеров первого поколения | Сравнительные ТТХ тяжёлых крейсеров первого поколения |
| Основные элементы                                     | «Дюкен»                                               | «Кент»                                                | «Пенсакола»                                           | «Тренто»                                              | «Фурутака»                                            |
| ----------------------------------------------------- | ----------------------------------------------------- | ----------------------------------------------------- | ----------------------------------------------------- | ----------------------------------------------------- | ----------------------------------------------------- |
| Водоизмещение, стандартное/полное, т                  | 10 160/12 435                                         | 9750/13 400                                           | 9243/11 697                                           | 10 334/13 334                                         | 8100/9433                                             |
| Энергетическая установка, л. с.                       | 120 000                                               | 80 000                                                | 107 000                                               | 150 000                                               | 102 000                                               |
| Максимальная скорость, узлов                          | 34                                                    | 31,5                                                  | 32,5                                                  | 36                                                    | 34,5                                                  |
| Дальность плавания, миль на скорости, узлов           | 5500 (15)                                             | 13 300 (12)                                           | 10 000 (15)                                           | 4160 (16)                                             | 7900 (14)                                             |
| Артиллерия главного калибра                           | 4×2 — 203-мм                                          | 4×2 — 203-мм                                          | 2×3 и 2×2 — 203-мм                                    | 4×2 — 203-мм                                          | 6×1 — 200-мм                                          |
| Универсальная артиллерия                              | 8×1 — 75-мм                                           | 4×1 — 102-мм                                          | 4×1 — 127-мм                                          | 8×2 — 100-мм                                          | 4×1 — 76-мм                                           |
| Лёгкая зенитная артиллерия                            | 6×2 — 13,2-мм                                         | 4×1 — 40-мм                                           | нет                                                   | 4×1 — 40-мм, 4×2 — 13,2-мм                            | 4×2 — 37-мм, 4×1 — 20-мм                              |
| Торпедное вооружение                                  | 2×3 — 550-мм ТА                                       | 2×4 — 533-мм ТА                                       | 2×3 — 533-мм ТА                                       | 2×3 — 533-мм ТА                                       | 6×2 — 610-мм ТА                                       |
| Бронирование, мм                                      | Борт — нет, палуба — нет, башни — 30, рубка — 30      | Борт — 25, палуба — 35, башни — 25, рубка — нет       | Борт — 63—102, палуба — 45, башни — 63, рубка — 32    | Борт — 70, палуба — 50, башни — 80, рубка — 100       | Борт — 76, палуба — 35, башни — 25, рубка — нет       |
| Экипаж, чел.                                          | 605                                                   | 685                                                   | 631                                                   | 723                                                   | 625                                                   |